# 40 km (przystanek kolejowy w obwodzie lwowskim)
40 km (ukr. 40 км, ros. 40 км) – przystanek kolejowy w miejscowości Chlebowice Wielkie, w rejonie lwowskim, w obwodzie lwowskim, na Ukrainie. Położony jest na linii Lwów – Czerniowce.